# غرانتلي هربرت آدامز
غرانتلي هربرت آدامز هو سياسي من باربادوس، شغل منصب أول رئيس وزراء في باربادوس للفترة 1954 إلى 1958، ثم أول وأخر رئيس وزراء لاتحاد جزر الهند الغربية للفترة 1958 إلى 1962، وهو مؤسس حزب العمال في باربادوس، وقد وصف بأنه أحد الأبطال الوطنيين في باربادوس سنة 1998.